# Pradiella
Pradiella (en eonaviego, Pradieḷḷa) es una casería perteneciente a la parroquia de Villagrufe, en el concejo de Allande, comarca del Narcea, Principado de Asturias, España.